# Bonrepòs i Mirambell
Bonrepòs i Mirambell – gmina w Hiszpanii, w prowincji Walencja, we wspólnocie autonomicznej Walencja, o powierzchni 1,05 km². W 2011 roku liczyła 3454 mieszkańców.